# Christian Jankowski
Christian Jankowski (* 21. April 1968 in Göttingen) ist ein deutscher Konzept- und Aktionskünstler. Seine Videoinstallation und seine Inszenierung von Rollenspielen beschäftigen sich mit der Beziehung zwischen den Künstlern, den Kunstinstitutionen, den Medien und der Gesellschaft.

## Leben und Werk
Jankowski wuchs in Göttingen auf und spielte in Rockbands wie Namenlos und Mephista. Anfang der 1990er Jahre zog er, als bekennender Udo-Lindenberg-Fan, nach Hamburg. Da seine Aufnahme an der Hochschule für bildende Künste Hamburg abgelehnt wurde, studierte er, zeitgleich mit Jonathan Meese und John Bock als „Schwarzhörer“. Das Schaufenster seiner Hamburger Ladenwohnung nutzte er als Ort für erste künstlerische Performances (mit Frank Restle: Schamkasten, 1992).
In einer weiteren frühen Arbeit von 1992 mit dem Titel Die Jagd erlegte Jankowski in einem Supermarkt Joghurtbecher, Brot, ein tief gefrorenes Hähnchen und Margarine mit Pfeil und Bogen und ernährte sich davon eine Woche. Als Beitrag zur Biennale Venedig reichte Jankowski 1999 eine Videoproduktion ein, in der er mit fünf bekannten italienischen Fernseh-Wahrsagerinnen telefonierte und die er über seine künstlerische Zukunft befragte. Seine in einem unbeholfenen Deutsch-Italienisch gestellten Fragen, ob er ein berühmter Künstler oder sein Biennale-Beitrag ein Erfolg werde, wurden vieldeutig beantwortet. „Das Ergebnis war eine große, poetische Sprachkonfusion – und am Ende bekamen die zu Kunst verwandelten Wahrsagerinnen auch noch recht. Genau diese Arbeit machte ihn berühmt.“
2000 wurde Jankowski zusammen mit drei weiteren Künstlern für den erstmals vergebenen und mit (umgerechnet) 50.000 Euro hoch dotierten „Preis der Freunde der Nationalgalerie“ in Berlin nominiert. In seinem Wettbewerbsbeitrag ließ er dabei vier berufsmäßige Redenschreiber gegeneinander antreten, die in einer Laudatio jeweils einen Künstler des Wettbewerbs in floskelhafter Werbesprache mit großem Ernst anpriesen. Die ironische Performance stellte nicht nur den ausgelobten „Künstlerwettstreit“, sondern auch den Kunstbetrieb in Frage. Jankowski erhielt den Preis nicht.
In seinem Videofilm Kunstmarkt TV für die Ausstellung 2008 in Stuttgart ließ Jankowski einen Teleshopping-Moderator auftreten, der dem Betrachter Arbeiten der Künstler Jeff Koons und Franz West in einer Weise offerierte, die sich in nichts von den üblichen Fernseh-Verkaufsaktionen für Fußwärmer oder Schlankheitspillen unterschied.
Für eine andere, zweiteilige Arbeit für das Kunstmuseum Stuttgart mit dem Titel Dienstbesprechung hatte er die Museumsmitarbeiter gebeten, ihre Berufe und Funktionen im Museum auszutauschen. Ein nicht eingeweihter Regisseur wurde von Jankowski anschließend beauftragt, einen Dokumentarfilm über das Museum zu drehen. Jankowski „... hat alles, von der Katalog- bis zur Ausstellungsgestaltung, vom Marketing bis zur Pressearbeit, in die falschen Hände gelegt. Und beobachtet, was passiert.“ Im zweiten Teil der Installation, den „Übergabeprotokollen“, filmte er, wie sich die Mitarbeiter vor dem Rollentausch Tipps für die Bewältigung ihrer neuen Funktion gaben. Auf sechsundzwanzig Monitoren wurden diese Vier-Augen-Gespräche in der Ausstellung gezeigt. „Natürlich zerschellt die Ästhetik des Realen – der Dokumentarfilm – an der verheimlichten Fiktion. Es ist ein philosophisches Spiel, das hinter diesen scheinbaren Gags steht: Die Welt wird zur Bühne umgebaut, deren Realität nur aus Erfindungen, Rollenspielen, Was-wäre-Wenns besteht.“
Dem Kunstmuseum Stuttgart zufolge „nutzt [er] die Formate der Massenmedien, um mit hintergründigem Humor die Rolle von Kunst, Politik, Entertainment, Wirtschaft und globalen Vermarktungsstrategien zu hinterfragen …“
Am 13. November 2009 gestaltete er die Kultursendung aspekte im ZDF, 2013 am Schauspiel Köln das Bühnenbild für Kippenberger! Ein Exzess des Moments. 2013 erhielt er für die Videoarbeit „Casting Jesus“ den Videonale-Preis der Kfw-Stiftung und 2015 den Kunstpreis Finkenwerder.
2016 konzipierte Jankowski als Kurator unter dem Titel What People Do For Money die 11. Ausgabe der Wanderausstellung Manifesta, die vom 6. Juni bis 18. September 2016 an verschiedenen Orten in Zürich stattfand. Dreißig Bewohner der Stadt mit unterschiedlichen Berufen inspirierten jeweils einen Künstler – ausgehend von ihren Erfahrungen – zu einem spezifischen Kunstprojekt.
2017 war er Mitglied der Kurzfilmjury bei den 67. Internationalen Filmfestspielen Berlin.
Jankowski hat eine Professur für Bildhauerei (Installation, Performance, Video) an der Staatlichen Akademie der Bildenden Künste Stuttgart inne. Er lebt und arbeitet in Berlin, Hamburg und New York.
Am 22. Oktober 2023 setzte Jankowski sein Projekt „Heilige Geschäfte“ in Lübeck um. Dabei bezog er vier Lübecker Kirchen mit ein (St. Petri, St. Jakobi, Johann-Hinrich-Wichern-Kirche, Evangelisch-reformierte Kirche), in denen für einen Zeitraum von zwei Wochen vier Lübecker Geschäfte mit einer Filiale einzogen und ihre Produkte zum Verkauf anboten (Bolia, JessenLenz, Holtex, Landwege).
2024 verwandelte Jankowski in einer Ausstellung der Sammlung Harald Falckenbergs die von Matthias Döpfner finanzierte Villa Schöningen in einen Trödelladen.
Am 9. Juni 2025 heiratete Christian Jankowski die Kuratorin Cristina Vasilescu in Bukarest. Aus diesem Anlass zeigt er in der CFA Galerie Berlin die Ausstellung Wedding Gift (5. Juni bis 30. August 2025), in der das Hochzeitsvideo als künstlerisches Werk präsentiert wird. Die Arbeit reflektiert die Verbindung von privater Lebensrealität und künstlerischer Inszenierung.

## Ausstellungen (Auswahl)
- 1995: 46. Biennale di Venezia, Identità e alterità – Identity and Alterity, figures of the body 1895–1995
- 1996: Galerie Martin Klosterfelde, Berlin, Mein Leben als Taube (auch 1998, 2002, 2004, 2008)
- 1997: 4. Biennale für zeitgenössische Kunst Lyon
- 1998: Portikus, Frankfurt am Main, Mein erstes Buch
- 1999: Kölnischer Kunstverein, Köln, Telemistica; Museum Fridericianum, Kassel, Change is good
- 2001: 2. Berlin Biennale für zeitgenössische Kunst, Berlin; Städtisches Museum Abteiberg, Mönchengladbach, Futureland
- 2002: Künstlerhaus Bethanien, Berlin, Christian Jankowski, Sean Snyder
- 2003: Museum für Gegenwartskunst, Dramensatz; Centro d’Arte Contemporanea, Bellinzona; Kunstverein Göttingen, Künstliche Intelligenz
- 2004: Kunstmuseum Bonn, Karaoke-Bar; Hamburger Kunsthalle, Sommerfrische – Künstlervideos mit Espri
- 2005: Centro Galego de Arte Contemporánea, Santiago de Compostela, Oops! … I did it again (auch Des Moines Art Center, Iowa City)
- 2006: Museum der bildenden Künste, Leipzig, 40jahrevideokunst.de – Videokunst in Deutschland von 1963 bis heute; (auch Städtische Galerie im Lenbachhaus, München; Kunsthalle Bremen; K21, Kunstsammlung Nordrhein-Westfalen, Düsseldorf; ZKM – Zentrum für Kunst- und Medientechnologie, Karlsruhe)
- 2007–2008: Neon Parallax, Genf[13]
- 2007: Michele Maccarone, New York, SUPER CLASSICAL; Filmakademie Baden-Württemberg, Ludwigsburg, Horror
- 2008: Kunstmuseum Stuttgart, Kunstmarkt TV; Museum of Contemporary Photography, Chicago (USA), This Land Is Your Land
- 2014: Sparkassen-Stiftung Fondazione del Monte di Bologna e Ravenna
- 2015: Museo d’Arte Moderna di Bologna MAMbo.
- 2016: Contemporary Fine Arts, Berlin, Retrospektive.
- 2021: tinyBE • living in a sculpture, Metzlerpark des Museum Angewandte Kunst Frankfurt/Main, Bodybuilding (Mies van der Rohe) by Christian Jankowski, Kuratorin Cornelia Saalfrank[14]
- 2022: Kunsthalle Tübingen, Christian Jankowski. I was told to go with the flow, Kuratorin Nicole Fritz.

## Stipendien
- 1998: Venedig-Stipendium des italienischen Innenministeriums
- 2000: Karl-Schmidt-Rottluff-Stipendium der Karl Schmidt-Rottluff-Stiftung; Nominierung, Kunstpreis Berlin, Akademie der Künste, Berlin
- 2001: Stipendium der Deutschen Genossenschaftsbank, Frankfurt am Main
- 2004: Stipendium der Freunde der Villa Aurora, Pacific Palisades, Los Angeles

## Schriften
- Zonen der Ver-Störung. steirischer herbst, Graz 1997, S. 182f.
- Enter: Artist/Audience/Institution. Kunstmuseum Luzern, 1997, S. 28–30.

## Bücher
- Mein erstes Buch. Portikus, Frankfurt am Main, 1998.
- Magic Circle. Revolver Publishing, Frankfurt am Main, 2004, ISBN 978-3-9806326-3-8.
- Everything Fell Together. Des Moines Art Centre, 2006, ISBN 978-1-879003-42-2. (englisch)
- Casting Jesus. Edition Taube, München, 2015, ISBN 978-3-9814518-9-4.